# World Series of Poker 2013
Les World Series of Poker 2013 sont la 44e édition des World Series of Poker qui s'est déroulée en 2013.
Le championnat a débuté le 29 mai pour se conclure le 16 juillet, à l'exception de la finale du Main Event, l'épreuve reine des World Series of Poker, qui s'est achevée le 5 novembre pour des raisons télévisuelles. Toutes les épreuves se sont déroulées au Rio All Suite Hotel and Casino de Las Vegas. Il y avait cette année 62 étapes à joueur pour autant de bracelets distribués. 

## Programme
| Event | Buy in   | Titre Event                            | Inscrits | Gagnant            | Prix       |
| ----- | -------- | -------------------------------------- | -------- | ------------------ | ---------- |
| 1     | 500$     | Casino Employees NLHD                  | 898      | Chad Holloway      | 84.915$    |
| 2     | 5000$    | NLHE 8-Handed                          | 481      | Trevor Pope        | 553.906$   |
| 3     | 1000$    | NLHE                                   | 3164     | Charles Sylvestre  | 491.360$   |
| 4     | 1500$    | NLHE 6-Handed                          | 1069     | John Beauprez      | 324.764$   |
| 5     | 2500$    | Omaha / 7-Card Stud Hi-Low 8-or-Better | 374      | Mike Gorodinsky    | 216.988$   |
| 6     | 1500$    | "Millionaire Maker" NLHE               | 6343     | Benny Chen         | 1.198.780$ |
| 7     | 1000$    | NLHE                                   | 1837     | Matt Waxman        | 305.952$   |
| 8     | 2500$    | 8-Game Mix                             | 388      | Michael Malm       | 225.104$   |
| 9     | 3000$    | NLHE Shootout                          | 477      | Cliff Josephy      | 299.486$   |
| 10    | 1500$    | Limit Hold'em                          | 645      | Brent Wheeler      | 191.605$   |
| 11    | 2500$    | NLHE 6-Handed                          | 924      | Levi Berger        | 473.019$   |
| 12    | 1500$    | Pot Limit Hold'em                      | 535      | Lev Rofman         | 166.136$   |
| 13    | 5000$    | 7-Card Stud Hi-Low                     | 210      | Mike Matusow       | 266.506$   |
| 14    | 1500$    | NLHE                                   | 1819     | Jonathan Taylor    | 454.424$   |
| 15    | 1500$    | H.O.R.S.E                              | 862      | Tom Schneider      | 258.960$   |
| 16    | 10.000$  | Heads up NLHE                          | 162      | Mark Radoja        | 331.190$   |
| 17    | 1500$    | NLHE                                   | 2105     | A.Polychronopoulos | 518.755$   |
| 18    | 1000$    | NLHE                                   | 2017     | Taylor Paur        | 340.260$   |
| 19    | 5000$    | Pot Limit Hold'em                      | 195      | Davidi Kitai       | 224.560$   |
| 20    | 1500$    | Omaha Hi-Low 8-or-better               | 1014     | Calen McNeil       | 277.274$   |
| 21    | 3000$    | NLHE 6-handed                          | 806      | Martin Finger      | 506.764$   |
| 22    | 1500$    | Pot Limit Omaha                        | 1021     | Josh Pollock       | 340.260$   |
| 23    | 2500$    | Seven-Card Stud                        | 246      | David Chiu         | 145.520$   |
| 24    | 1500$    | NLHE                                   | 1731     | Corey Harrison     | 423.411$   |
| 25    | 5000$    | Omaha Hi-Low 8-or-Better               | 241      | Danny Fuhs         | 277.519$   |
| 26    | 1000$    | Seniors NLHE                           | 4407     | Kenneth Lind       | 634.809$   |
| 27    | 3000$    | NLHE Mixed Max                         | 593      | Isaac Hagerling    | 372.387$   |
| 28    | 1500$    | NLHE                                   | 2115     | Jason Duval        | 521.202$   |
| 29    | 5000$    | H.O.R.S.E                              | 261      | Tom Schneider      | 318.955$   |
| 30    | 1000$    | NLHE                                   | 2108     | Chris Dombrowski   | 346.332$   |
| 31    | 1500$    | Pot Limit Omaha Hi-Low 8-or-better     | 936      | Jarred Graham      | 255.942$   |
| 32    | 5000$    | NLHE 6-Handed                          | 516      | Erick Lindgren     | 606.317$   |
| 33    | 2500$    | Seven Card Razz                        | 301      | Bryan Campanello   | 178.052$   |
| 34    | 1000$    | Turbo NLHE                             | 1629     | Michael Gathy      | 278.613$   |
| 35    | 3000$    | Pot Limit Omaha                        | 640      | Jeff Madsen        | 384.420$   |
| 36    | 1500$    | NLHE Shootout                          | 1194     | Simeon Naydenov    | 326.440$   |
| 37    | 5000$    | Limit Hold'em                          | 170      | Michael Moore      | 211.743$   |
| 38    | 2500$    | NLHE 4-Handed                          | 566      | Justin Oliver      | 309.071$   |
| 39    | 1500$    | Seven Card Stud Hi-Low 8-or-better     | 558      | Daniel Idema       | 184.590$   |
| 40    | 1500$    | NLHE                                   | 2160     | Jared Hamby        | 525.272$   |
| 41    | 5000$    | Pot Limit Omaha 6-Handed               | 400      | Steve Gross        | 488.817$   |
| 42    | 1000$    | NLHE                                   | 2100     | Norbert Szecsi     | 345.037$   |
| 43    | 10.000$  | NLHE 2-7 Draw Lowball                  | 87       | Jesse Martin       | 253.524$   |
| 44    | 3000$    | NLHE                                   | 1072     | Sandeep Pulusani   | 592.684$   |
| 45    | 1500$    | Ante Only NLHE                         | 678      | Ben Volpe          | 201.399$   |
| 46    | 3000$    | PLO Hi-Low 8-or-better                 | 435      | Vladimir Schemelev | 279.094$   |
| 47    | 111.111$ | One Drop High Roller                   | 166      | Anthony Gregg      | 4.830.619$ |
| 48    | 2500$    | Limit Hold'em 6-Handed                 | 343      | Marco Johnson      | 206.796$   |
| 49    | 1500$    | NLHE                                   | 2247     | Barny Boatman      | 546.080$   |
| 50    | 2500$    | 10-Game Mix 6-Handed                   | 372      | Brandon Wong       | 220.061$   |
| 51    | 1000$    | Ladies                                 | 954      | Kristen Bicknell   | 173.922$   |
| 52    | 25.000$  | NLHE 6-Handed                          | 175      | Steve Sung         | 1.205.324$ |
| 53    | 1500$    | NLHE                                   | 2816     | Brett Shaffer      | 665.397$   |
| 54    | 1000$    | NLHE                                   | 2883     | Dana Castaneda     | 454.207$   |
| 55    | 50.000$  | Poker Player's Championship            | 132      | Matthew Ashton     | 1.774.089$ |
| 56    | 2500$    | NLHE                                   | 1736     | Nikolaus Teichert  | 730.756$   |
| 57    | 5000$    | NLHE                                   | 784      | Matt Perrins       | 792.275$   |
| 58    | 1111$    | Little One For One Drop                | 4746     | Brian Yoon         | 663.727$   |
| 59    | 2500$    | Limit 2-7 Triple Draw Lowball          | 282      | Eli Elezra         | 173.236$   |
| 60    | 1500$    | NLHE                                   | 2541     | Loni Harwood       | 609.017$   |
| 61    | 10.000$  | Pot-Limit Omhaha                       | 386      | Daniel Alaei       | 852.692$   |
| 62    | 10.000$  | Main Event                             | 6352     | Ryan Riess         | 8.359.531$ |

## Tableau des bracelets
| Pays        | Bracelets |
| ----------- | --------- |
| États-Unis  | 41        |
| Canada      | 10        |
| Royaume-Uni | 3         |
| Belgique    | 2         |
| Allemagne   | 1         |
| Russie      | 1         |
| Australie   | 1         |
| Autriche    | 1         |
| Bulgarie    | 1         |
| Hongrie     | 1         |

## Main Event
| Place | Joueur                  | Prix        |
| ----- | ----------------------- | ----------- |
| 1     | Ryan Riess              | 8.361.570 $ |
| 2     | Jay Farber              | 5.174.357 $ |
| 3     | Amir Lehavot            | 3.727.023 $ |
| 4     | Sylvain Loosli          | 2.791.982 $ |
| 5     | JC Tran                 | 2.106.893 $ |
| 6     | Marc-Etienne McLaughlin | 1.601.024 $ |
| 7     | Michiel Brummelhuis     | 1.225.356 $ |
| 8     | David Benefield         | 944.640 $   |
| 9     | Mark Newhouse           | 733.224 $   |